# Chasse en altitude
En France la chasse en altitude, ou chasse en montagne, vise actuellement presque exclusivement le chamois, l'isard ou le grand tétras.

## Chasses contemporaines
La méthode de chasse utilisée de nos jours est une chasse à l'approche, deux chasseurs seulement. Les plans de chasse actuels, déterminent un certain nombre d'individus à tirer pour une saison de chasse. Ces plans de chasse sont établis après avoir répertorié massif par massif, secteur par secteur, le nombre d'animaux par répartition d'age et de sexe. On essaie ainsi d'avoir une gestion de la faune intelligente pour assurer la pérennité des espèces.

### La chasse au chamois ou à l'isard
La chasse touristique dans les montagnes s'est surtout développée avec le chamois ou l'isard au XIXe siècle. Les parties de chasse pouvaient durer une semaine ou plus. Les taxidermistes, guides, bergers et les restaurateurs ont profité de cet engouement pour développer leurs affaires. Hébergés dans une cabane de berger, les chasseurs suivent les animaux et tentent de les approcher au plus près dans des endroits parfois très abrupts. La bête tuée sur un replat est plus facilement récupérée que si elle est touchée dans un éboulis où son poids l’entraîne plus bas dans une chute vertigineuse.

### La chasse au grand tétras
Chassé au printemps, période de ces amours, le grand tétras est facilement repérable à son chant qu'il produit toujours au même endroit sur une « place de chant ».
Dans les Pyrénées, l'approche de la place de chant a lieu de nuit, le plus discrètement possible. À l'écoute du chant des oiseaux, on parle de « chasse au bouchon » car la fin du chant ressemble au bruit d'une bouteille que l'on débouche. Les chasseurs utilisent ces moments pour repérer le coq de bruyère et s'approcher de lui. Cependant, malgré la facilité d'approche relative, cette chasse était rarement réussie, l'oiseau étant difficile à repérer dans les fourrés denses où il se cache.

## Chasses anciennes

### La chasse au vautour
Au XIXe siècle, dans les Pyrénées françaises, la chasse au vautour a été pratiquée, essentiellement pour satisfaire de riches touristes peu avertis vers une chasse facile, sans risque même si peu glorieuse. Retranchés dans une bergerie dans les alpages, sur un plateau de montagne, arrivés de nuit, le chasseur et son guide sont silencieux. Au matin, une brebis morte est installée à portée de fusil ; il n'y a plus qu'à attendre l'arrivée des vautours. Lorsque la curée se produit, les chasseurs tirent dans le tas. La diminution de la population de vautours a eu raison de cette tradition.

### La chasse à l'ours
Traditionnellement vivant dans les estives, l'ours a été chassé dans les Pyrénées, sous forme de battue ou en chasse aux ourses suitées pour récupérer les oursons et les dresser.

## Sources
- Jean Luquet, La chasse dans le Sud-Ouest autrefois, Sud-Ouest Éditions, 2013, p.189.
- Achille Fouquier, A propos de chasse à l'isard, à l'ours et au sanglier, Manucius, Paris, 1872.
- Jacques et Jules Peyrafitte, Les Pyrénées. Chasse à l'izard, Charles Bayle, Paris, 1902.